# Jai Ho
Jai Ho (hindi : जय हो) est une chanson indienne extraite de la bande originale du film Slumdog Millionaire. Elle est interprétée par Sukhwinder Singh, Tanvi Shah, Mahalaxmi Iyer et Vijay Prakash et composée par Allah Rakha Rahman sur des paroles de Gulzar principalement en hindi avec quelques expressions en  espagnol. Elle reçoit l'Oscar de la meilleure chanson originale en 2009.
Toujours en 2009, le Parti du Congrès achète pour près de 200 000 $ les droits de la chanson pour l'utiliser dans le cadre de sa campagne pour les élections législatives indiennes de 2009.
Elle est suivie d'une reprise en anglais des Pussycat Dolls sortie le 5 février 2009. Jai Ho ! (You Are My Destiny) se classée no 15 au Billboard Hot 100 et dans le top 3 de plusieurs hit-parades européens.

## Récompenses
- 2009 : Oscar de la meilleure chanson originale pour Allah Rakha Rahman et Gulzar (partagé avec Sukhwinder Singh, Tanvi Shah, Mahalaxmi Iyer, Vijay Prakash)

## Paroles
« Jai ho » (Hindi : जय हो, /d͡ʒeː ɦoː/), également translittéré en « Jaya ho », est une expression hindi qui peut être approximativement traduite par « Que la victoire l’emporte » ou « Que la victoire soit ».

## Versions

### Single des Pussycat Dolls
Singles de The Pussycat Dolls feat. Allah Rakha Rahman
Bottle Pop
(2009) Hush Hush
(2009)
Enregistrée en anglais (sauf mentions contraires) par :
- The Pussycat Dolls
- Tanvi Shah (en hindi/espagnol)

Intitulée "Jai Ho! (You Are My Destiny)" de Allah Rakha Rahman (compositeur original) et des Pussycat Dolls  avec Nicole Scherzinger', la chanson est apparue dans la réédition du deuxième album studio du groupe Doll Domination (2008).
Après avoir vu le film Slumdog Millionaire, les dirigeants de maison de disques Ron Fair et Jimmy Lovine voulaient transformer "Jai Ho" en un "disque pop sans dévier de la mélodie originale".
Après avoir obtenu le feu vert de A. R. Rahman , ils ont demandé à Scherzinger, la chanteuse principale des Pussycat Dolls, d'écrire une interprétation de la chanson.
Scherzinger était réticente au début, déclarant dans une interview : "[...] J'étais terrifiée de la toucher [et] j'avais peur que les gens entendent [l'original] avant même de l'avoir écrite". Scherzinger a mis tout son cœur dans l'écriture des paroles et a intégré des thèmes du film Slumdog Millionaire. L'amour et le destin étaient des éléments du film qu'elle a inclus dans la chanson. Elle a déclaré qu'elle "priait chaque nuit pour bien faire les choses".
R. Fair et Lovine ont également engagé Brick & Lace, the Writing Camp et Ester Dean pour écrire leur propre interprétation de la chanson.
E. Kidd Bogart, parolier, membre de the Writing Camp, a déclaré que : "Ils [R. Fair et J. Lovine] voulaient obtenir plusieurs versions différentes pour voir qui pourrait réussir une version pour les Pussycat Dolls". Une fois toutes les interprétations terminées, "ils [R. Fair et J. Lovine] ont pris des parties de la version de the Writing Camp, des parties de la version d'Ester Dean, et des parties d'une autre version, puis Nicole [Scherzinger] et Ron [Fair] ont complété les parties qu'ils estimaient manquantes".
E. Bogart a également ajouté que c'était "une manière très unique et maladroite d'écrire une chanson".
Les critiques musicaux ont généralement réagi favorablement à "Jai Ho (You Are My Destiny)". Newsround a salué la chanson en disant "[Nicole Scherzinger] semble être parfaitement à l'aise – tirant le meilleur parti de sa voix R&B empreinte de soul et atteignant toutes les notes (incroyablement) hautes sur ce morceau de pop à thème oriental !".
Nick Levine de Digital Spy a écrit : "La version originale en Hindi, qui accompagne la danse Bollywood à la fin du film, est bien plus urgente et atmosphérique, mais ce remake fonctionne suffisamment bien en tant que single PCD élégant et honteusement opportuniste. Eh bien, ce "JAI HO !" crié fait un excellent crochet pop, il faut l'admettre".